# Crozetovi otoki
Crozetovi otoki (francosko Îles Crozet) so skupina podantarktičnih otokov, ki ležijo v južnem Indijskem oceanu, politično pa pripadajo Francoskim južnim in antarktičnim ozemljem.
Otočje, z izjemo raziskovalne postaje Alfred Faure (Alfredova luka) na vzhodni strani Otoka posesti, ki ima od leta 1963 stalno posadko, ni naseljeno. Nekdaj sta na otočju obstajali še postaji La Grande Manchotière in La Petite Manchotière.

## Površje
V skupini je 6 otokov (brez majhnih priobalnih otočkov in čeri), ki skupaj tvorijo otočni lok. Spodnja tabela predstavlja pregled otokov, urejenih po položaju od zahoda proti vzhodu.
| Št. | Otok (Prevod)                                                                         | Površina (km²) | Višina (m) | Najvišji vrh         | Položaj                             |
| --- | ------------------------------------------------------------------------------------- | -------------- | ---------- | -------------------- | ----------------------------------- |
| 1   | Prašičji otok (Île aux Cochons)                                                       | 67             | 826        | Mont Richard-Foy     | 46°06'S, 50°14'E                    |
| 2   | Brisants de l'Héroïne (»Lomilci junakinje«) ali Skale Meurthe (Rochers de la Meurthe) | 0              | 5          |                      | 46°13'S, 50°22' E                   |
| 3   | Otok pingvinov (Île des Pingouins)                                                    | 3              | 340        | Mont des Manchots    | 46°27'S, 50°23'E                    |
| 4   | Apostolski otočki (Îlots des Apôtres)                                                 | 2              | 289        | Mont Pierre          | 45°58'S, 50°27'E                    |
| 5   | Otok posesti (Île de la Possession)                                                   | 150            | 934        | Pic du Mascarin      | 46°24'S, 51°46'E                    |
| 6   | Vzhodni otok (Île de l'Est)                                                           | 130            | 1050       | Mont Marion-Dufresne | 46°26'S, 52°18'E                    |
|     | Crozetovi otoki (Îles Crozet)                                                         | 352            | 1050       | Mont Marion-Dufresne | 45°57' do 46°29'S 50°10' do 52°19'E |

### Podskupine
- Otoki 1-4 so znani pod skupnim imenom Zahodna skupina (L'Occidental).
- Otok 2 je v resnici skupina dveh večjih čeri, ki ležita 10 km južno od Prašičjega otoka.
- Otok 4 je skupina 14 majhnih otočkov, od katerih največji meri le 1,2 km².
- Otoka 5 in 6 sta znana pod skupnim imenom Vzhodna skupina (L'Oriental).

Analize magnetnih anomalij na morskem dnu so pokazale, da je podmorska Crozetova planota, katerega najvišje točke predstavlja otočje, nastal približno pred 50 milijoni let. Otoki so ognjeniškega nastanka, na njih so našli bazalt, star najmanj 8,8 milijonov let.

## Podnebje
Večina otoškega površja ni poledenela. Padavine so obilne, saj jih letno pade prek 2500 mm. V povprečju dežuje 300 dni na leto, 100 dni na leto pa veter piha hitreje od 100 km/h. Poleti temperature narastejo do 18 °C in se celo pozimi redko spustijo pod 5 °C.

## Zgodovina
Crozetove otoke je odkrila odprava francoskega raziskovalca Marc-Josepha Mariona du Fresneja, ki je na Otoku posesti pristal 24. januarja 1772 in proglasil otočje za francosko posest. Imenoval ga je po svojem drugem častniku Julesu Crozetu, saj je po sebi že imenoval predhodno odkriti Otok Marion v Otočju princa Edvarda.
V zgodnjem 19. stoletju so otočje tako pogosto obiskovali lovci na tjulnje, da so bile te živali leta 1835 že skoraj iztrebljene. Zatem je bila glavna dejavnost na otoku kitolov, še posebno so bili dejavni kitolovci iz Massachusettsa.
Otočje je bilo pogosto prizorišče brodolomov. Leta 1821 se je tu potopila britanska tjulnjelovka Princess of Wales (Velška princesa) in brodolomci so na otoku preživeli dve leti. Francoska ladja Tamaris je brodolom doživela leta 1887, njena posadka pa se je zatekla na Prašičji otok. Na nogo velikega strakoša so privezali sporočilo. Ptico so našli sedem mesecev kasneje v Fremantlu na zahodni avstralski obali, a žal posadke niso nikoli rešili. Zaradi pogostosti brodolomov je britanska kraljeva mornarica nekaj časa vsakih nekaj let proti otočju pošiljala ladjo, da bi rešila morebitne preživele.
Sprva je Francija otočje upravljala kot odvisnost Madagaskarja, leta 1955 pa so postali del Francoskih južnih in antarktičnih ozemelj. Leta 1961 so postavili prvo raziskovalno postajo, leta 1963 pa še stalno postajo Albert Faure v Albertovi luki (Port Albert) na Otoku posesti. Pristanišče in postaja sta imenovana po prvi vodji postaje. Glede na letni čas na postaji deluje od 18 do 30 ljudi, ki izvajajo meteorološke, biološke in geološke raziskave ter skrbijo za seizmograf.

## Življenje
Na otočju živijo štiri vrste pingvinov. Najštevilčnejši so predstavniki zlatočopastih pingvinov (Eudyptes chrysolophus), saj je prisotnih okrog dva milijona parov. Pogosti so tudi kraljevi pingvini (Aptenodytes patagonicus). Moč je najti tudi skalne pingvine (Eudyptes chrysocome), na otočju pa je tudi majhna kolonija gentujskih pingvinov (Pygoscelis papua).
Na otočju žive tudi tjulnji, južni morski sloni, strakoši in albatrosi.
Od leta 1938 je otočje naravni rezervat. Vnos tujih vrst (miši, podgan in posledično mačk za njihovo zatiranje) je osnovnemu ekosistemu prizadejal veliko škode. Prašiči na Prašičjem otoku in koze na Otoku posesti, naseljene kot vir hrane, so že iztrebljene.
Trenutno je zaskrbljujoč pretiran lov rib Dissostichus eleginoides. Nadzorovana je tudi populacija albatrosov. Voda okrog otočja ne nadzoruje le Francija, temveč tudi organizacija Greenpeace.